# Lo Bocau
Bocau (nom occità) (en basc Bokale, en francès Boucau) és un municipi d'Occitània, a la regió històrica de Gascunya i a la província antiga de Lapurdi, que pertany administrativament al departament dels Pirineus Atlàntics (regió de la Nova Aquitània). Tot i que històricament pertany a Lapurdi, forma part de la comarca del Baix Adur i la seva llengua tradicional és l'occità gascó.
El topònim Bocau en occità (gascó) significa desembocadura. La raó és que es troba en el punt on les aigües del riu Adur s'aboquen en l'oceà Atlàntic (Golf de Biscaia), lloc condicionat per una obra de 1578 que va acabar amb l'antic delta del riu que arribava a les comunes Capbreton i Vieux-Boucau. Bocau limita al nord amb Tarnos en el departament de Landes, ja que a l'origen, era un barri d'aquesta localitat. Baiona limita al sud-est i Anglet al sud-oest.

## Història
Després de la construcció el 1855 d'una estació de ferrocarril en la línia Bordeus-Baiona, Napoleó III, mitjançant un decret del 14 de setembre de 1857, va ordenar la creació de la comuna administrativa de Bocau que agruparia 2 dels barris de Tarnos: el barri baix (Bocau) i el barri alt (Romatet). Com a resultat de l'establiment de la via ferroviària i la millora en els accessos portuaris, Bocau va aprofitar la seva proximitat amb la frontera espanyola i les mines de mineral de ferro de Biscaia per al seu desenvolupament demogràfic i econòmic, en particular després de la instal·lació del complex metal·lúrgic de l'empresa Forges de l'Adour en 1881 que es va especialitzar en la producció de rails i perfils per a les vies fèrries fins al seu declivi i tancament en 1965. Així des de 1857 la comuna va passar de tenir 1.485 habitants a 4.944 en 1901 fins que en els anys 1960 la població es va estabilitzar entorn dels 5.800 habitants.

## Localitats germanades
- Montilla  Espanya